# Доволенський район
Доволенський район — муніципальне утворення в Новосибірській області  Росії.
Адміністративний центр — село Довольне.

## Географія
Район розташований в південній частині Новосибірської області. Межує з Краснозерським, Здвінскім, Каргацьким, Кочковським і Убінським районами області. Територія району за даними на 2008 рік — 442,2 тис. га, у тому числі сільгоспугіддя — 336,6 тис. га (76 % всієї площі).

## Історія
В 1925 на території нинішнього Доволенського району був утворений Індерський район з центром у с. Індер у складі Новосибірського округу  Сибірського краю, з 1930 року складі Західно-Сибірського краю. В 1930 році райцентр був перенесений з с. Індер в с. Довольне, а район був перейменований в Доволенський. В 1937 році район був включений в новоутворену Новосибірську область.

## Населення
| 2002    | 2009    | 2010    | 2011    | 2012    | 2013    | 2014    |
| ------- | ------- | ------- | ------- | ------- | ------- | ------- |
| 20 664  | ▼19 726 | ▼19 695 | ▼17 368 | ▼17 144 | ▼17 021 | ▼16 753 |
| 2015    | 2016    | 2017    | 2018    | 2019    |         |         |
| ▼16 609 | ▼16 475 | ▼16 241 | ▼16 079 | ▼15 835 |         |         |